# Кирай, Бела
Бела Кирай (Király Béla; 14 апреля 1912, Капошвар — 4 июля 2009, Будапешт) — венгерский военный деятель, историк. Главнокомандующий Национальной гвардией во время восстания в ноябре 1956 года.

## Биография
Родился в семье начальника железнодорожной станции.

### Военная служба до 1945
Окончил военную Академию Людовики (1935; учился на стипендию, полученную от комитата Шомодь), Академию Генерального штаба (1942).
С 1935 служил лейтенантом в 6-м пехотном полку имени Лайоша Великого. В 1939—1940 служил в 10-м Капошварском артиллерийском полку хортистской армии. После окончания Академии Генштаба, в чине капитана недолго служил в министерстве обороны, затем был направлен в оккупационную 2-ю армию, служил на территории Украины. В этот период участвовал в спасении от гибели украинских евреев, в связи с чем в 1993 Национальный институт памяти жертв Холокоста и еврейского сопротивления «Яд Вашем» присвоил ему почётное звание «Праведник мира».
В 1944 служил в штабе 8-й резервной дивизии, в октябре 1944 был переведён в 1-ю армию, которая вела бои в Прикарпатье, затем возвращён к прежнему месту службы. В марте 1945 возглавил отряд, оборонявший от советских войск город Кёсег близ границы с Австрией. В конце марта попал в советский плен, был отправлен в СССР, но сумел бежать и летом 1945 вернулся домой. Во время Второй мировой войны был награждён венгерским Офицерским крестом с мечами (1945) и немецкими Железными крестами I и II классов.

### От капитана до генерала
В августе 1945 вступил в Коммунистическую партию (с 1948 — Венгерская партия трудящихся). Прошёл проверку и был возвращён в армию, где сделал быструю карьеру, что может объясняться его вступлением в компартию в период, когда она не была самой популярной политической силой страны и находилась в меньшинстве в правительстве. После того, как в 1947 коммунисты стали доминирующей партией, малоизвестный ранее офицер занял высшие посты в руководстве вооружённых сил.
С декабря 1945 — майор, с 1946 — начальник штаба дивизии в звании подполковника, с 1947 — начальник отдела военной подготовки министерства обороны, с 1948 — заместитель командующего, с 1949 — командующий сухопутными войсками. С 1950 — начальник высших командных курсов, а с сентября того же года — начальник Военной академии имени Миклоша Зриньи в звании генерал-майора. Был награждён орденом Венгерской республики и Офицерским крестом.

### Арест и тюремное заключение
В 1951 был арестован по обвинению в шпионаже. В январе 1952 приговорён к смертной казни, позднее приговор был заменён пожизненным заключением. В сентябре 1956 освобождён из тюрьмы, находился в госпитале.

### Военный лидер повстанцев в 1956 году
В октябре 1956 стал военным лидером повстанческих сил в Будапеште, выступивших против просоветского режима. С 30 октября — сопредседатель (вместе с полковником Палом Малетером) Комитета революционных вооружённых сил, руководившего повстанческими формированиями. Деятельность комитета была во многом затруднена соперничеством между Малетером и Кираем: каждый имел в своём подчинении преданные ему части, но многие военные отказались подчиняться и тому, и другому. Если Малетер стремился к сдерживанию боевиков (в частности, по его приказу было убито 12 боевиков в кинотеатре «Корвин»), то Кирай, напротив, был сторонником радикальных действий против сторонников прежнего режима (фактически — их линчевания).
С 31 октября — член (и фактический руководитель) Революционного комитета обороны, военный комендант Будапешта. 1 ноября образовал комиссию по реабилитации, которая возвращала в армию уволенных по политическим причинам офицеров.
С 3 ноября — главнокомандующий Национальной гвардией, которая должна была стать ядром новой венгерской армии. Возглавил вооружённое сопротивление советским войскам, вошедшим 4 ноября в Будапешт. Его штаб первоначально находился в окрестностях Будапешта, затем перебазировался в город Надьковачи, где располагался 7—8 ноября. Однако превосходство советских войск было очевидным, а большинство венгерских военнослужащих не поддержали Кирая, который 9—10 ноября был вынужден бежать в Австрию. В июне 1958 на закрытом судебном процессе по «делу Имре Надя и его сообщников» заочно приговорён к смертной казни. Был лишён венгерского гражданства.

### Эмигрант
С января 1957 — заместитель председателя Венгерского революционного совета в Страсбурге. Затем переехал в США, где основал Венгерский комитет и, в апреле 1957, Ассоциацию борцов за свободу (Национальной гвардии). Активно участвовал в политической жизни венгерской эмиграции до 1966, после чего сосредоточился на научной и преподавательской деятельности.
Окончил Колумбийский университет, где получил докторскую степень в области истории. Был профессором военной истории в Бруклинском колледже Нью-Йоркского городского университета. Автор трудов по военной истории и военным наукам.

### Вновь на родине
После падения коммунистической власти в Венгрии Бела Кирай был реабилитирован, ему было возвращено венгерское гражданство и присвоено воинское звание генерал-полковник. В 1990—1994 — депутат Государственного собрания Венгрии. Затем стал советником правительства Венгрии.
Редактор Atlantic Studies on Society in Change. Заслуженный профессор Бруклинского колледжа Нью-Йоркского городского университета. Почётный доктор военных наук Национального военного университета «Миклош Зриньи» (Будапешт, 1991). Член-корреспондент Венгерской академии наук (2004).